# Mikroregion Jales

Mikroregion Jales

Mikroregion Jales – mikroregion w brazylijskim stanie São Paulo należący do mezoregionu São José do Rio Preto.

## Gminy
- Aparecida d'Oeste
- Aspásia
- Dirce Reis
- Dolcinópolis
- Jales
- Marinópolis
- Mesópolis
- Nova Canaã Paulista
- Palmeira d'Oeste
- Paranapuã
- Pontalinda
- Populina
- Rubinéia
- Santa Albertina
- Santa Clara d'Oeste
- Santa Fé do Sul
- Santa Rita d'Oeste
- Santa Salete
- Santana da Ponte Pensa
- São Francisco
- Três Fronteiras
- Urânia
- Vitória Brasil